# Beatin' the Odds
| Recensione              | Giudizio   |
| ----------------------- | ---------- |
| AllMusic                |            |
| Sputnikmusic            | 3.2 (Good) |
| Dizionario del Pop-Rock | [ 4 ]      |
| 24.000 dischi           | [ 5 ]      |

Beatin' the Odds è il terzo album discografico del gruppo musicale statunitense di Southern Rock Molly Hatchet, pubblicato dalla casa discografica Epic Records nel settembre del 1980.
Novità nell'organico della band: il cantante Jimmy Farrar sostituisce (a partire da quest'album) Danny Joe Brown.

## Tracce

### LP
Lato A
1. Beatin' the Odds – 3:18 (Banner Thomas, Dave Hlubek, Duane Roland)
2. Double Talker – 3:15 (Dave Hlubek, Duane Roland)
3. The Rambler – 4:51 (Dave Hlubek, Jimmy Farrar)
4. Sailor – 3:51 (Banner Thomas)

Lato B
1. Dead and Gone – 4:22 (Banner Thomas, Jimmy Farrar)
2. Few and Far Between – 3:38 (Bruce Crump, Steve Holland)
3. Penthouse Pauper – 3:18 (J. C. Fogerty)
4. Get Her Back – 3:03 (Duane Roland)
5. Poison Pen – 3:05 (Dave Hlubek, Steve Holland)

### CD
Edizione CD del 2008, pubblicato dalla Rock Candy Records (CANDY036)
1. Beatin' the Odds – 3:18 (Banner Thomas, Dave Hlubek, Duane Roland)
2. Double Talker – 3:15 (Dave Hlubek, Duane Roland)
3. The Rambler – 4:51 (Dave Hlubek, Jimmy Farrar)
4. Sailor – 3:51 (Banner Thomas)
5. Dead and Gone – 4:22 (Banner Thomas, Jimmy Farrar)
6. Few and Far Between – 3:38 (Bruce Crump, Steve Holland)
7. Penthouse Pauper – 3:18 (J. C. Fogerty)
8. Get Her Back – 3:03 (Duane Roland)
9. Poison Pen – 3:05 (Dave Hlubek, Steve Holland)
10. Beatin' the Odds – 3:38 (Banner Thomas, Dave Hlubek, Duane Roland) – Traccia bonus - Live 1980
11. Few and Far Between – 3:41 (Bruce Crump, Steve Holland) – Traccia bonus - Live 1980
12. Penthouse Pauper – 4:07 (J. C. Fogerty) – Traccia bonus - Live 1980
13. Dead and Gone – 4:34 (Banner Thomas, Jimmy Farrar) – Traccia bonus - Live 1980

- Brani bonus CD (10-13) registrati dal vivo il 31 dicembre 1980 al Lakeland Civic Center di Lakeland, Florida

## Formazione
- Jimmy Farrar – voce solista
- Duane Roland – chitarra solista, chitarra slide
- Dave Hlubek – chitarra solista, chitarra slide
- Steve Holland – chitarra solista
- Banner Thomas – basso
- Bruce Crump – batteria

Musicista aggiunto
- Jai Winding – tastiere

Note aggiuntive
- Tom Werman – produttore (per la Julia's Music, Inc.)
- Pat Armstrong – produttore esecutivo e direzione
- Registrazioni effettuate al Bee Jay Recording Studios di Orlando, Florida
- Registrazioni e mixaggio effettuate al Record Plant di Los Angeles, California
- Gary Ladinsky – ingegnere delle registrazioni e del mixaggio
- Bill Vermillion – assistente ingegnere delle registrazioni (Bee Jay Recording Studios)
- Cary Pritikin - assistente ingegnere delle registrazioni (Record Plant)
- Mastering effettuato al Sterling Sound di New York da George Marino
- Frazetta – cover art copertina album originale
- Pat Armstrong, Sam Emerson e Mark Prpich – foto copertina album originale[6]

## Classifica
Album
| Anno | Classifica    | Posizione raggiunta |
| ---- | ------------- | ------------------- |
| 1980 | Billboard 200 | 25                  |

Singoli
| Anno | Titolo del brano | Classifica        | Posizione raggiunta |
| ---- | ---------------- | ----------------- | ------------------- |
| 1981 | The Rambler      | Billboard Hot 100 | 91                  |